# Paul von Gonzenbach

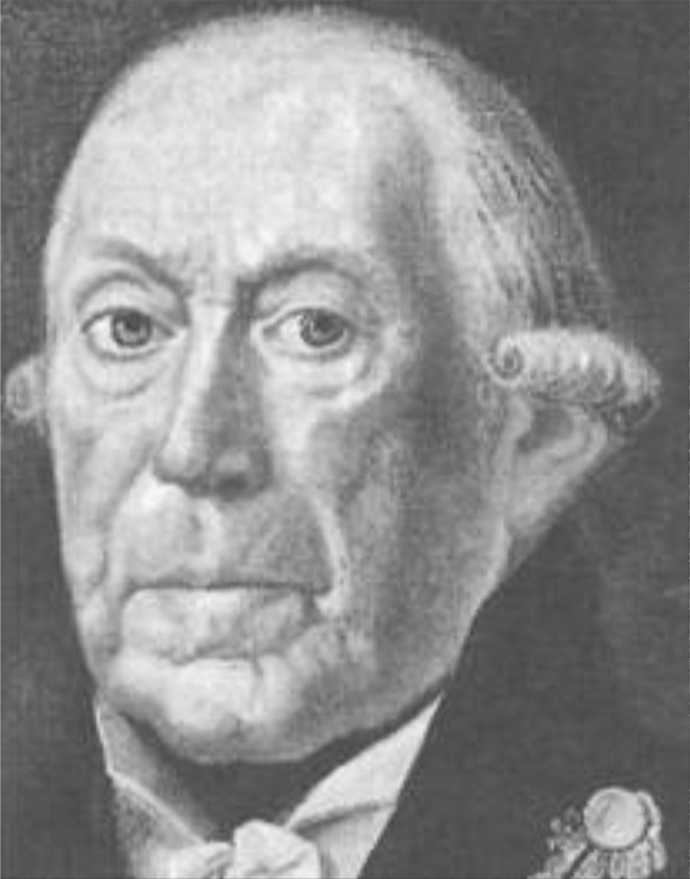
Paul von Gonzenbach

Paul von Gonzenbach (* 21. Juli 1724 in Leipzig; † 28. Oktober 1799 in Pillau) war ein preußischer Oberst und Festungsbauer.

## Leben und Werk

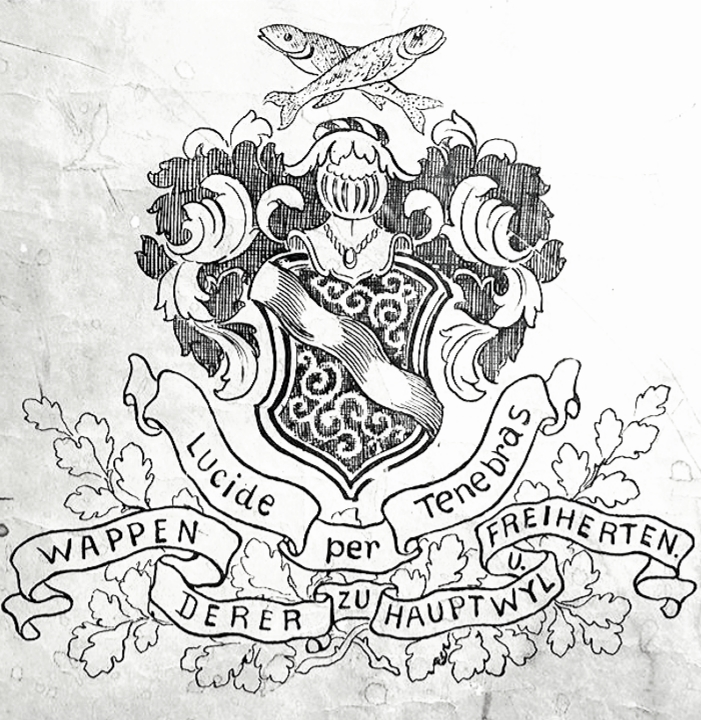
Wappen derer von Gonzenbach zu Hauptwyl u. Freiherten

Das Geschlecht Gonzenbach stammte ursprünglich vom Hof Gonzenbach in Lütisburg und urkundete bereits 1308. Paul von Gonzenbach war der Sohn des Textilkaufmanns Antoni (1683–1744) und der vermögenden Anne Marie, geborene Pelloutier (1698–1776), aus Lyon. Die Familie Gonzenbach war Inhaberin der Gerichtsherrschaft Hauptwil und Freihirten in der schweizerischen Landgrafschaft Thurgau und führte seit 1666 den adeligen Namen Junker „von Gonzenbach von und zu Hauptwil und Freihirten“. Sein Neffe war der Politiker Hans Jakob Gonzenbach.
Da Gonzenbachs Vater dauernd in Oberitalien war, wuchs er die ersten sechs Jahre bei seinem verwitweten Großvater Pierre Pelloutier in Leipzig auf. Nach dessen Tod zog seine Mutter mit ihm und seinen fünf Geschwistern nach Hauptwil und von dort 1733 in Begleitung des Schlosspredigers Künzle zu ihrem Vater nach Verona. Dieser kehrte 1736 mit der Familie nach Leipzig zurück. Dort besuchte Gonzenbach für weitere sechs Jahre die Schule.
Im letzten Jahr des Ersten Schlesischen Kriegs trat Gonzenbach 1742, nicht ganz 18-jährig und ohne das Wissen der Eltern, in den Dienst König Friedrichs II. von Preußen ein. Er ging in das Infanterie-Regiment „de Seers“ mit der Garnison in Neisse. 1747 wurde Gonzenbach zum Leutnant befördert. Nach zehn Jahren Dienst konnte er 1751 einen dreimonatigen besoldeten Heimaturlaub nehmen. 1754 erhielt er mit vierzig Mineuren einen Marschbefehl nach Potsdam, wo er unter der Aufsicht des Königs geheime Sprengarbeiten im großen Stil vorbereitete. Als die Sprengung erfolgreich war, gewährte ihm der König anerkennend eine Soldzulage von fünfzig Reichstalern.
Während des Siebenjährigen Krieges kämpfte Gonzenbach an der Seite von Heinrich August de la Motte Fouqué. Er geriet am 23. Juli 1760 bei Landeshut in Schlesien verwundet in österreichische Gefangenschaft. Nach anderthalb Jahren in Bruck kam er nach dem Frieden von Hubertusburg zusammen mit de la Motte Fouqué wieder frei. Während seiner Gefangenschaft hatte ihn seine in Hauptwil lebende Schwägerin Sabine Zollikofer mit Geld unterstützt, das ihm die in Wien ansässigen Verwandten überwiesen.
Nach der Beförderung zum Kapitän beorderte der König Gonzenbach 1764 als „Capitaine de l’armée, à la suite du roi à Potsdam“, in sein Gefolge nach Potsdam. Bei der alljährlichen Herbstrevue übertrug er ihm die Leitung des Festungsbaus in Glatz und im Jahr darauf dazu noch diejenige im benachbarten Silberberg. Gonzenbach arbeitete mehrere Jahre abwechslungsweise mit nahezu tausend Mann an den Festungsbauten. Im November 1775 erteilte ihm Friedrich II. den Auftrag, im annektierten Westpreußen nördlich von Graudenz eine Festung zu errichten. Als Friedrich II. 1786 starb, waren die Arbeiten beinahe vollendet. Gonzenbach war für Friedrichs Nachfolger Friedrich Wilhelm II. kein Unbekannter, da dieser ihn bei früheren Truppenschauen schon kennen gelernt hatte. Friedrich Wilhelm II. beförderte Gonzenbach zum Major, und ein Jahr später wurde er zum Brigadier und Inspektor der pommerschen Festungen ernannt, mit der Auflage, sie wenigstens zweimal im Jahr zu inspizieren, das Nötigste anzuordnen und dem König laufend Bericht zu erstatten. Im Dienstbereich Gonzenbachs lagen außer Graudenz die Festungen Pillau, Friedrichsburg bei Königsberg, Memel, Lyck, Stettin und Kolberg. Seit 1791 hatte Gonzenbach die Leitung bei der Wiederherstellung der Festung Pillau, die 645.000 Taler kostete. 1789 wurde Gonzenbach zum Oberstleutnant und 1792 zum Obersten befördert.
Noch als 70-Jähriger begab sich Gonzenbach von seinem Sitz in Pillau auf wochenlangen Inspektionsfahrten nach Nord- und Ostdeutschland. Am 4. Januar 1793 trat er eine Urlaubsreise an, die ihn über Königsberg, Küstrin, Frankfurt an der Oder, Leipzig, Bayreuth, Augsburg, Lindau, Rorschach, Gossau nach Hauptwil führte, wo er am 24. Januar eintraf. Hier besuchte er für drei Wochen seine Schwester und seinen Bruder Hans Jacob IV. Gonzenbach (1754–1815) mit ihrer Familie. Hans Jacob wurde 1799 zum ersten Statthalter des neuen Thurgaus ernannt, also zum Haupt der Kantonsregierung. Während der kurzen Besatzungszeit des Thurgaus durch die österreichischen Truppen im Jahre 1799 unternahm er den umstrittenen Versuch, die vorrevolutionären Zustände teilweise wiederherzustellen. Sein missglücktes politisches Abenteuer bezahlten er und seine Verwandten in Hauptwil mit dem Verlust eines großen Teils ihres Vermögens. Gonzenbachs Neffe Daniel (1769–1853) wurde an der Universität Erlangen zum Geometer ausgebildet und führte später in Hauptwil eine Baumschule mit speziellen Arten von Pflanzen ein. Ein anderer Neffe war Anton, der mit seiner Nichte Ursula verheiratet war. Zusammen waren sie Eltern des Georg Leonhard (1772–1808).
Bei seiner Rückkehr kam, nachdem 1793 in der Zweiten Teilung Polens Danzig an Preußen gefallen war, als weitere Aufgabe die Befestigung Neufahrwassers hinzu. Gonzenbach ging bis zu seinem Tod seinen gewohnten Beschäftigungen nach. Im Beisein von Vertretern des Königs, der Armee, besonders der Ingenieurkorps und seiner Brigade sowie der Garnison, wurde Paul von Gonzenbach am 4. November 1799 unter militärischen Ehren in der Garnisonkirche von Pillau beigesetzt.
Die von Gonzenbach erbaute Festung Graudenz gehörte im Krieg mit Frankreich 1807 unter General Courbière zu den wenigen preußischen Festungen, die den Belagerern bis zum Tilsiter Frieden standhielten.